# 阿佐ヶ谷住宅

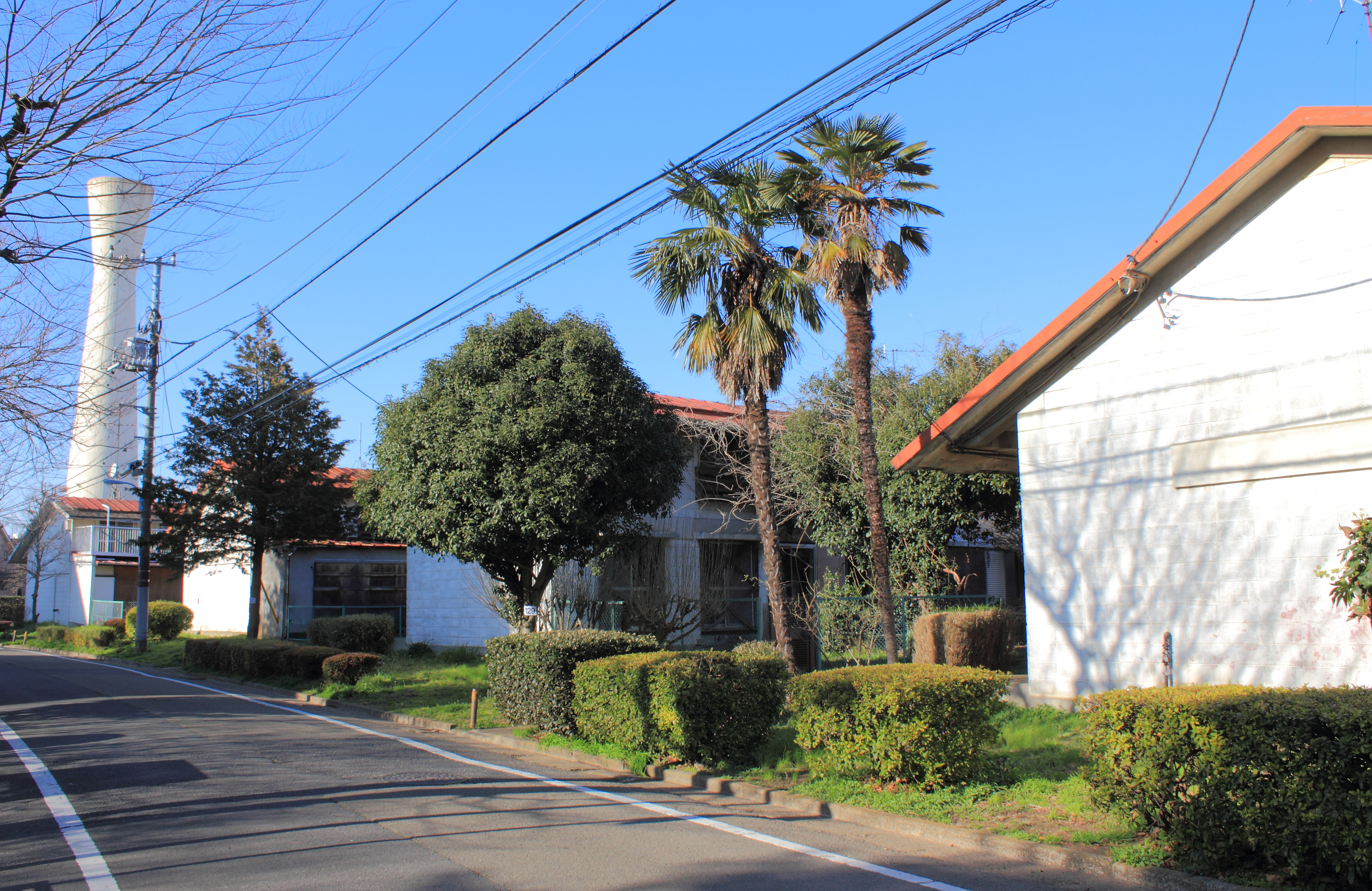
前川國男設計の傾斜屋根住宅棟（2012年3月）

阿佐ヶ谷住宅（あさがやじゅうたく）は、東京都杉並区成田東に所在した日本住宅公団が整備したテラスハウス（連棟式長屋）と団地型中層住宅からなる分譲住宅。全350戸からなり「奇跡の団地」と呼ばれたが、建替えのため2013年（平成25年）解体された。本項では跡地に建設されたプラウドシティ阿佐ヶ谷についても記載する。

## 概要
東京メトロ丸ノ内線南阿佐ケ谷駅から徒歩5分の敷地は、善福寺川沿いの水田を埋め立てたもので総面積4.8ha。北側に河岸段丘の斜面緑地を背負い、開発時、建蔽率40%の空地地区に指定されていた。
公団設計課の津端修一がチーフとなり団地設計を行い、後に東洋大学教授となる前田尚美が前川・テラスハウスの公団側担当者、大高正人が前川事務所側担当者を務めた。ランドスケープデザインは、津幡が描いたイメージをもとに、東京支所の宅地部門にいた後に千葉大学教授となる田畑貞寿がデザインして、建設部施設課が仕上げた。これらの人々はいずれも、のちに各界の大御所となる人たちである。
1957年（昭和32年）から翌年にかけ分譲・竣工・入居が始まり、団地内の道路は駅に近い北側から入る形で団地を一周する緩やかなカーブを描き、車や人の流れをこの引き込み道路に沿わせて展開させ、それぞれの住戸にたどり着く大きなクルドサック（袋小路）を形成。この道路によって敷地は4つに分けられ、中層棟7棟、テラスハウス（陸屋根タイプと傾斜屋根タイプの2種がある）45棟が各街区に建てられた。
風呂付きで当時最先端の住宅として供給されるが、高値であったため中々分譲が進まなかった。このため、多くの住居を当時業績の良かった法人に買ってもらっていた。最大地権者は公団初代総裁の加納久朗が戦前勤務した東京銀行（横浜正金銀行）で、中層棟2棟（36戸）をまるごと購入した。その他、10戸以上所有した法人は、旭化成工業、三井金属鉱業、富士重工業、北越製紙、本州製紙、三井信託銀行、神戸銀行、東洋綿花があった。この結果、個人権利者は全体戸数の3分の1を所有、残りの3分の2は法人権利者所有となった。法人は主として社宅として利用した。
管理組合は、阿佐ヶ谷住宅管理組合が存在し、主に敷地の管理を行い、建物の管理は各棟が行っていた。住民の自治活動は、管理組合とは別の組織が存在し、阿佐ヶ谷住宅親睦会が自治会としての機能を担っていた。

### テラスハウス
前川國男設計のテラスハウスはブロック造2階建て。床面積は54㎡。東-56-TNという形式で、3DKと3Dの2タイプがあった。厳密にいうと3DKがオリジナルで、3Dは公団主導でアレンジしたものだった。3Dは居室3室に独立したダイニングを持つ間取りという意味である。外観の特徴は勾配屋根で、勾配は1/2で、ちょうどブロックの縦横の比率になっているため軒下のラインがブロックの対角線をきれいに切り取っている。インテリアの特徴は、玄関を入ってすぐ現れる階段と一体となった吹き抜けで、これは前川の自邸や、多くの公共建築で見られる形である。2階の間取りは南側に2室。4畳半が2つ、もしくは6畳間と3畳間の2種類があるが、どちらも1住戸の間口（フロンテージ）は3間である。

### 広場空間
団地内に数ヵ所あった児童公園はいかにも子供向けという空間ではなく、大人にとっても居心地の良い空間が創られていた。なかでも、テラスハウスの妻面で囲まれた2つの児童公園は、景観の素晴らしさもさることながら、住人によるゆるやかな見守りがありつつも、過度に監視されている感じのしない、住宅との絶妙な距離感でなりたち、子どもたちが安心して遊ぶことができる空間だった。また中央広場は小学生以上のこどもや大人が思いきり体を動かして遊ぶことができる空間で、団地の運動会が催され、野球チームもあった。

## 建替え計画

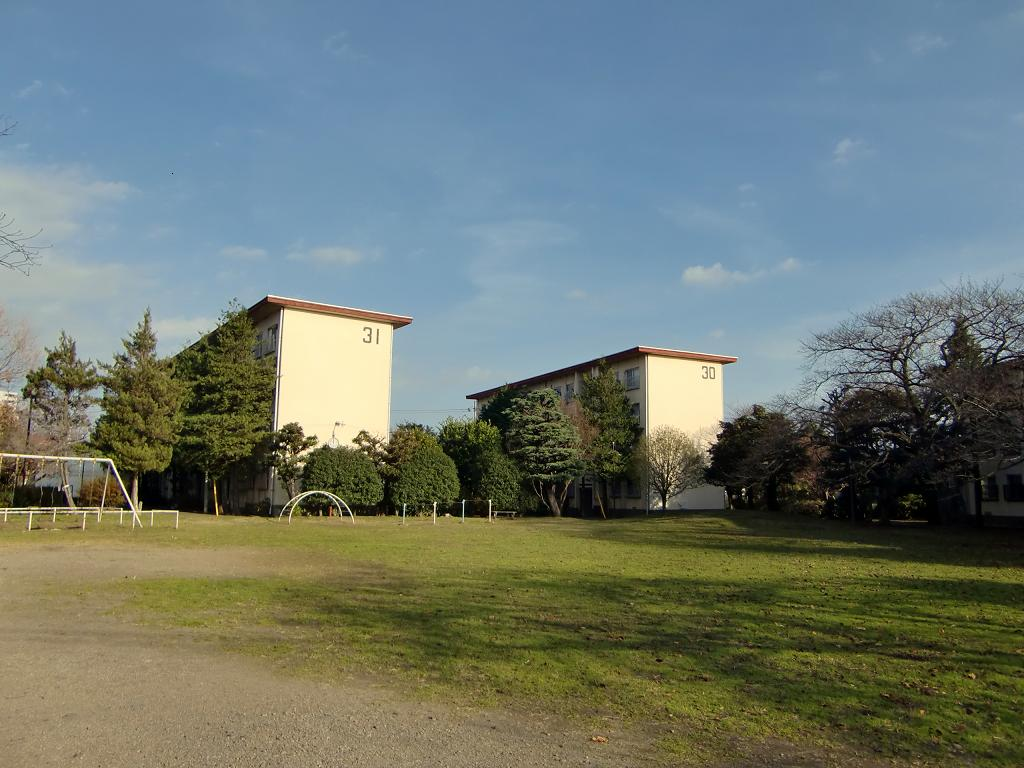
運動場。場内では住民同士の親睦を深める花見や運動会が開催された。

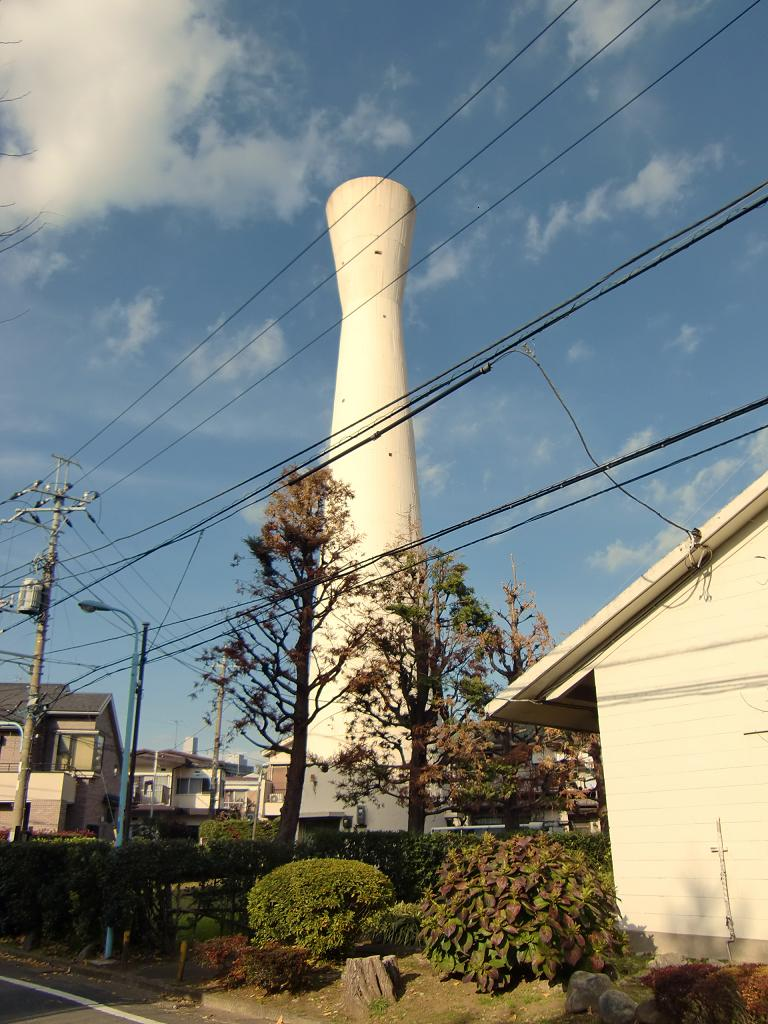
給水塔。当時の給水ポンプでは全戸への水供給力が足らず、水を給水塔上部まで汲み上げ、下りる勢いを利用し各家庭へ水供給を行った。給水塔下にポンプ室が設置された。

築後30年を経過した昭和60年代前半から、徐々に進む老朽化や高齢化から建替えの機運が高まり、当時の住宅・都市整備公団と一部住民により検討が進められたが、反対者も多く、3年程度の活動で1989年（平成元年）頃に断念に至った。その後、1995年（平成7年）1月に阪神・淡路大震災が発生し、直後に管理組合の諮問機関として建替えを検討する再開発委員会が発足、建替えに向けての土台が出来上がった。だが、バブル崩壊後の影響が引き続いており、土地の価格は下落基調で検討もなかなか進まなかった。
再開発委員会が進め方に苦慮していた1997年（平成9年）頃、喫茶店を営む再開発委員の1人が客として来ていた安藤建設（現：安藤ハザマ）の社員に相談を持ちかけたところ、同社が事業協力者として参画を表明、さらにINA新建築研究所がコンサルタントとして参画し、専門家を交えての検討が開始された。2000年（平成12年）頃には、デベロッパーを募集。大手デベロッパーを中心に5社でコンペを行い、某社が選定された。しかしながら、2002年（平成14年）春、明確な理由はわからないが某社は撤退。この年の秋、コンサルタントと事業協力者より、デベロッパーコンペで次点だった野村不動産に参画の打診があり、2003年（平成15年）3月、管理組合と野村不動産は事業協力協定を締結した。
こののちも近隣住民の反対やリーマンショック、東日本大震災、工事費の想定を超えた高騰などに見舞われるが、2016年（平成28年）、阿佐ヶ谷住宅はプラウドシティ阿佐ヶ谷として生まれ変わり、街区ごとに順次竣工し、引き渡された。

### プラウドシティ阿佐ヶ谷
道路の新設や拡幅、提供公園の整備により従前敷地は改変されたが、公道を挟むA～Eの街区に、地上2～6階の中低層マンションとテラスハウスを配置。当初計画では囲み型と呼ばれ、いわゆるロの字型の配棟で周辺に圧迫感があったが、まちづくり協議会での議論を経て平行に配棟する計画とし周辺への圧迫感を減らし、街区全体容積率を111.4％と低く押さえることで、都心でありながらゆとりの空間を実現した。また旧阿佐ヶ谷住宅の樹木は可能な限り移植した。
2017年度グッドデザイン賞受賞。